# Малатеста, Паоло
Паоло Малатеста (Paolo Malatesta) по прозвищу «il Bello» (Красивый) (1246/1248 — ок. 1285) — итальянский политический деятель.
Третий сын сеньора Римини Малатеста да Веруккьо, основатель линии Малатеста ди Гьяджиоло (Malatesta di Giaggiolo), существовавшей до 1757 года.
В 1269 году женился на Орабиле Беатриче, наследнице графов Гьяджиоло, чьи родовые владения располагались в Апеннинах. У них родилось двое детей — сын Уберто (1270—1324) и дочь Маргарита.
Начиная с 1265 года Паоло Малатеста участвовал в войнах, которые вёл его отец.
В марте 1282 года назначен папой Мартином IV капитаном народа во Флоренции.
Его старший брат Джанчотто с 1275 года был женат на Франческе да Римини, дочери Гвидо да Полента. В 1283 году Паоло знакомится с Франческой и между ними возникает любовная связь.
Обнаружив измену, Джанчотто ударами кинжала убил жену и брата. Вероятно, это произошло в замке Градара. Точная дата не известна — между 1283 и 1285 годами (в архивах семей Малатеста и да Полента не сохранились записи ни об адюльтере, ни о двойном убийстве).

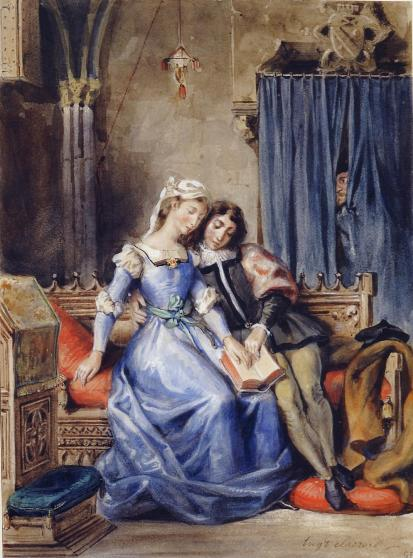
Эжен Делакруа

## В литературе и искусстве
Франческа и Паоло упомянуты в эпизоде «Божественной комедии» Данте («Ад», песнь V). Благодаря этому к их истории и в дальнейшем неоднократно обращались в произведениях искусства.